# Dubky (Krym)
Dubky (ukr. Дубки, ros. Дубки, Dubki) – wieś na Ukrainie, w Autonomicznej Republice Krymu (de iure stanowiącej integralną część państwa ukraińskiego, w 2014 anektowanej przez Rosję i odtąd funkcjonującej jako Republika Krymu), w rejonie symferopolskim. W 2001 liczyła 1799 mieszkańców, wśród których 68 wskazało jako ojczysty język ukraiński, 1036 rosyjski, 671 krymskotatarski, 1 mołdawski, 4 białoruski, 6 ormiański, a 13 inny. Według spisu ludności przeprowadzonego przez okupacyjne władze rosyjskie populacja wsi w 2014 wynosiła 2256 osób.